# Mothocya renardi
Mothocya renardi är en kräftdjursart som först beskrevs av Pieter Bleeker 1857.  Mothocya renardi ingår i släktet Mothocya och familjen Cymothoidae. Inga underarter finns listade i Catalogue of Life.